# Savane tropicale de Carpentarie
Localisation
La savane tropicale de Carpentarie forme une écorégion définie par le fonds mondial pour la Nature (WWF). Elle couvre plus de 150 000 km² au Nord du Territoire du Nord en Australie. Elle appartient à l'écozone australasienne et au biome des prairies, savanes et terres arbustives tropicales et subtropicales.